# Gyroskop
Et gyroskop (kortform: (en) gyro) er et legeme, der ved hjælp af impulsmomentbevarelse, kan bruges til at måle eller bevare orientering.
Essensen af legemet er et hjul der roterer om en akse. Når hjulet roterer vil det modvirke forsøg på at ændre dets orientering. Gyroskopet blev anvendt og navngivet i 1852 af Jean-Bernard-Léon Foucault i forbindelse med et eksperiment som involverede jordens rotation, men blev opfundet i 1817 af Johann Bohnenberger.

## Anvendelser
Et gyroskop fremviser flere egenskaber som f.eks. præcession og nutation. Gyroskoper kan anvendes i konstruktionen af gyrokompasser, der komplementerer eller erstatter magnetiske kompasser. 
Gyroskoper anvendes i dag til at hjælpe med stabilitet, eksempler på anvendelse er:
- cykler
- Hubble-teleskopet
- kampvogne
- skibe
- fartøjer generelt

Desuden anvendes gyroskoper i inertielle navigationssystemer som eksempelvis på de tyske V2-raketter. Gyroskopiske effekter bliver anvendt i mange forskellige typer legetøj som f.eks. yo-yo og powerball. Andre roterende legemer (f.eks. et svinghjul i en motor, der bruges til oplagring af energi) har gyroskopiske effekter selvom disse ikke udnyttes.

## Egenskaber
Den fundamentale ligning som beskriver et gyroskop:
{\displaystyle \mathbf {\tau } ={{d\mathbf {L} } \over {dt}}={{d(I\mathbf {\omega } )} \over {dt}}=I\mathbf {\alpha } }
hvor vektorerne {\displaystyle \mathbf {\tau } } og L er henholdsvis drejningsmomentet på gyroskopet og dets impulsmoment. Skalaren I er dets inertimoment, vektoren ω er dets vinkelhastighed og vektoren α er dets vinkelacceleration.
Det følger fra ligningen at ved et drejningsmoment {\displaystyle \mathbf {\tau } } anvendt vinkelret på svinghjulets rotationsakse og derfor vinkelret på L, resulterer i en bevægelse vinkelret på både {\displaystyle \mathbf {\tau } } og L. Denne bevægelse kaldes præcession. Præcessionens vinkelhastighed ΩP er (når denne er meget mindre end svinghjulets) givet ved
{\displaystyle \mathbf {\tau } ={\Omega }_{P}\times \mathbf {L} }

Præcession kan demonstreres ved at placere et spindende gyroskop med dets akser horisontalt og løst understøttet i den ene ende. I stedet for at falde, som man kunne forestille sig, undgår gyroskopet tyngdekraften og opretholder sine akser horisontalt, selvom den ene ende af aksen ikke er understøttet. Den frie ende af aksen tegner langsomt en cirkel i det horisontale plan. Denne effekt er beskrevet med de ovenstående ligninger og illustreret til højre.
Gyroskopets moment er givet af flere kræfter: Tyngdekraften optræder nedadrettet på apparatets center masse, og en tilsvarende kraft trækker opad for at opretholde en ende af apparatet. Den resulterende bevægelse af dette moment er ikke nedad og får ikke apparatet til at falde, men derimod vinkelret på både tyngdekraften (nedad) og aksen for rotation (udad fra støttepuntet) fx i en fremad horisontal retning som får gyroskopet til at rotere rundt om støttepunktet.

## Gyrokompassers anvendelse
Gyrokompasser er nødvendige for at holde orienteringen på fartøjer eller legemer i bevægelse. Herunder:
- skibe
- luftfartøjer
- rumfartøjer
- raketter og missiler
- fartøjer generelt
- segway